# Празднование 70-летия Сталина
Празднование 70-летия Сталина — событие, произошедшее 21 декабря 1949 года, — юбилей Председателя Совета Министров СССР, генералиссимуса Советского Союза И. В. Сталина.

## Подготовка к юбилею
В Мариуполе в 1949 году в проспект Сталина переименовывается Санаторный проспект.
2 декабря 1949 г. выходит Указ Президиума Верховного Совета СССР «Об образовании Комитета в связи с 70-летием со дня рождения тов. И. В. Сталина»
Указом Президиума Верховного Совета СССР от 20 декабря 1949 года Сталин награждён орденом Ленина.
К 70-летию Сталина, в 1949 году готовилась книга его стихов в переводе на русский язык (к работе над переводами были привлечены, в частности, такие поэты, как Борис Пастернак и Арсений Тарковский), но издание было остановлено. По мнению исследователя Л. К. Котюкова, работы по подготовке стихов к изданию были остановлены лично Сталиным.

## 21 декабря 1949 года в СССР

### Москва

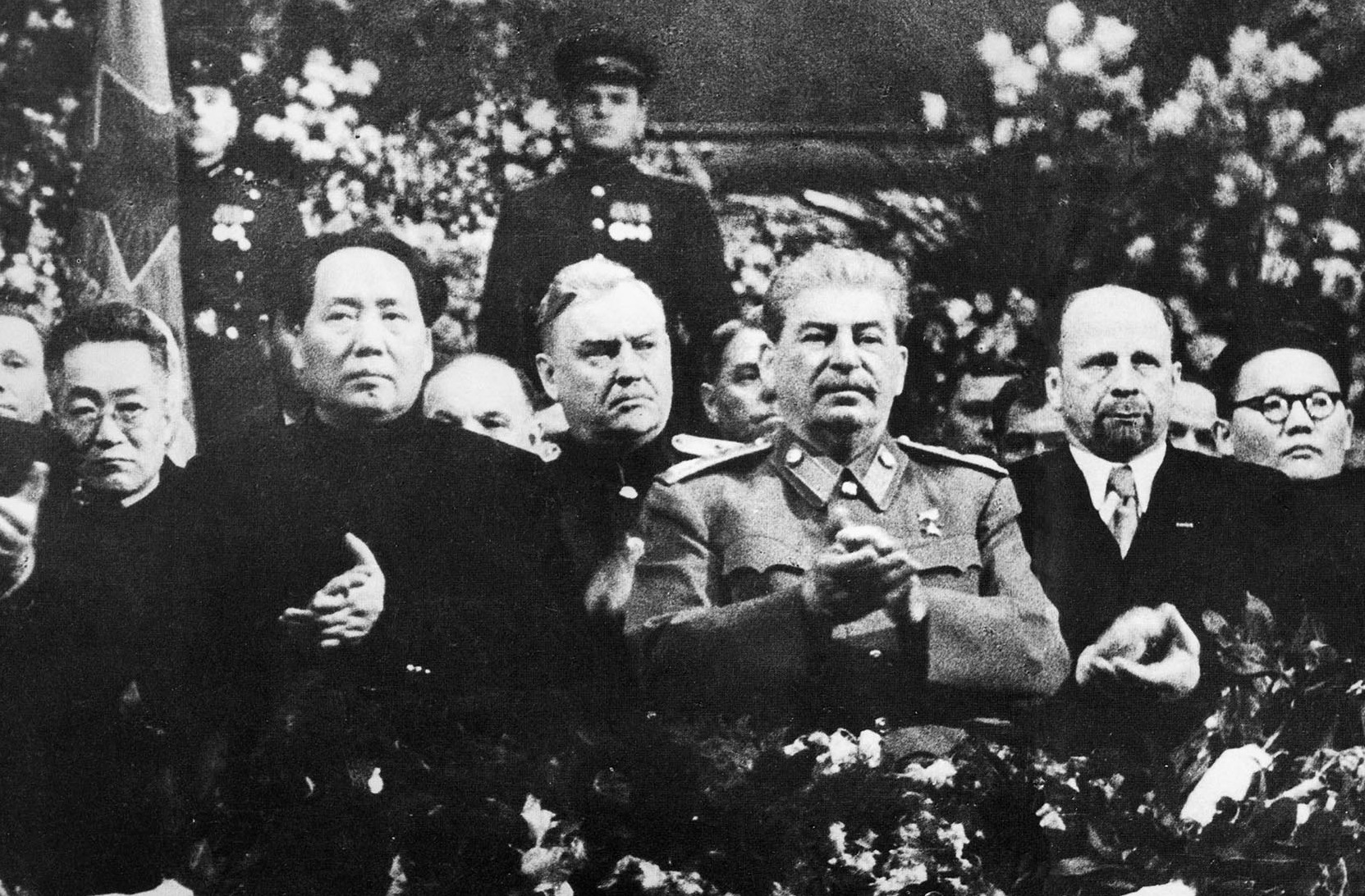
Сталин в президиуме с Мао Цзэдуном, Булганиным, Ульбрихтом и Цеденбалом, 21 декабря 1949

21 декабря в Большом театре состоялось торжественное заседание, посвящённое 70-летию Сталина.

### Приветственный адрес от РПЦ
«Вождю народов СССР» был поднесён «Приветственный адрес от духовенства и мирян РПЦ», вложенный в ларец из карельской берёзы. Адрес скреплён подписями Патриарха Алексия I, 66 правящих и 7 викарных архиереев — всего епископата РПЦ, проходившего служение в границах СССР. Из подписавших адрес считанное число не подверглось сталинским репрессиям (и то лишь потому, что стали гражданами СССР не ранее 1939 года — Антоний (Пельвецкий), Варлаам (Борисевич), Вениамин (Федченков), Панкратий (Кашперук))[значимость факта?]. Подобных «соборных» адресов не подносили и русским царям — все «всеподданнейшие» приветствия и поздравления им ограничивались подписями немногочисленных членов Святейшего Правительствующего Синода[значимость факта?].

## Юбилей в странах Восточной Европы

### Болгария
В юбилейный 1949 год в Болгарии город Варна был переименован в город Сталин. Также в Болгарии в этом году название пик Сталина приобрела высочайшая горная вершина Восточной Европы — гора Мусала.

### ЧССР
В Чехословакии в Сталинский Штит была переименована самая высокая вершина Карпат — гора Словацкий Штит.

### ГДР

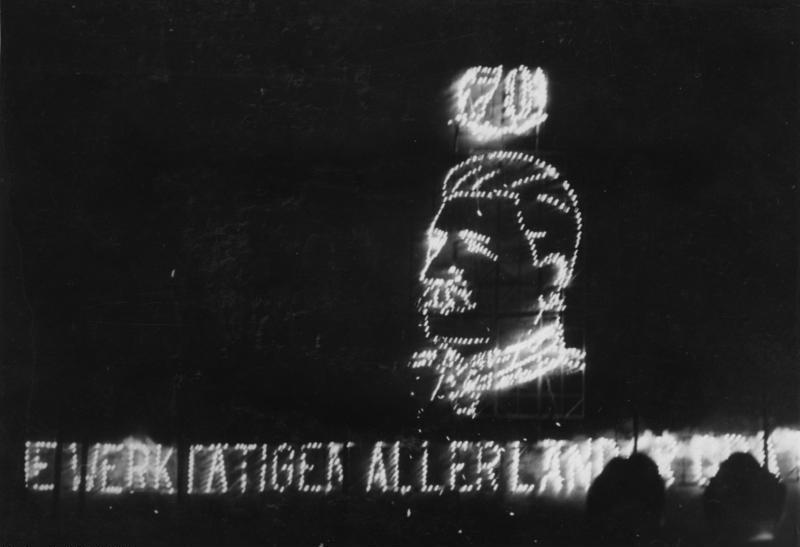
ГДР

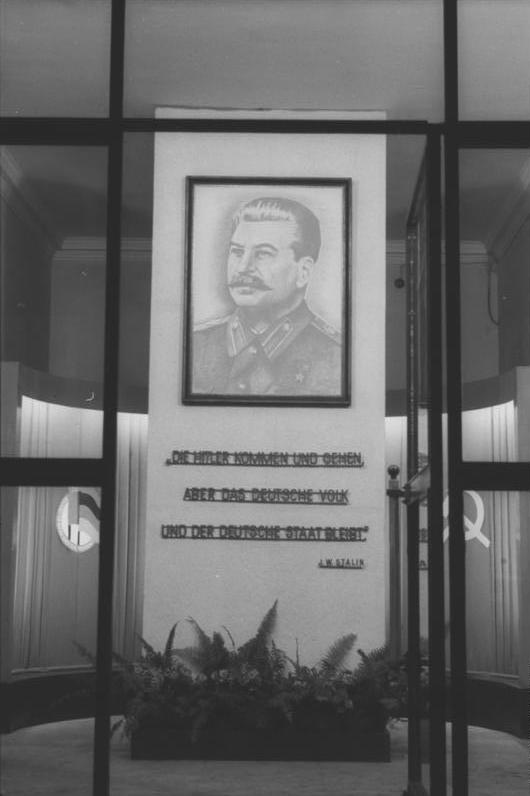
ГДР

### КНР

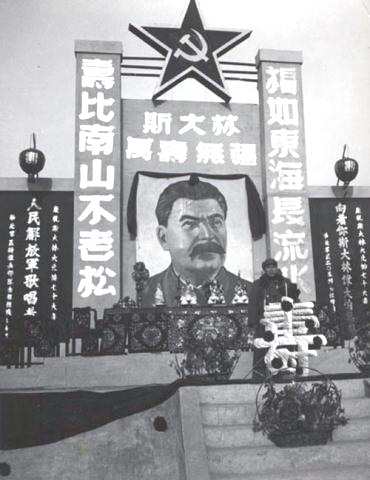
КНР

## Юбилей в странах Азии

### Отражение юбилея в искусстве
Анна Ахматова пишет стихотворение, посвящённое Сталину.

## Юбилей в филателии

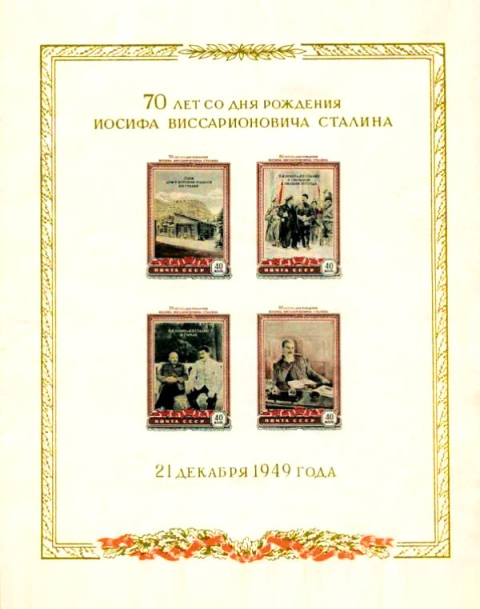
Почтовый блок СССР (1949): 70 лет со дня рождения И. В. Сталина. Художник Р. Житков

Первым и единственным коммеморативным выпуском, который был посвящён персонально лидеру Советского Союза, стал почтовый блок 1949 года «К 70-летию Сталина»  (ЦФА [АО «Марка»] № 1483). Блок был издан тиражом 1 млн экземпляров и включал четыре неперфорированные марки, на которых были изображены дом в Гори, где родился Сталин, Ленин и Сталин в Смольном в октябре 1917 года и в Горках, а также индивидуальный портрет Сталина в кремлёвском кабинете. Блок был подготовлен художником Р. Житковым и отпечатан на белой бумаге (с золотой и бронзовой рамкой), а также на кремовой и жёлтой бумаге. Он стал самым крупным почтовым блоком в СССР; его размеры составили 175 × 220 мм. Данный блок также относился к числу филателистической продукции советского периода (ок. 100 единиц), которые не были разрешены к вывозу из СССР и России.
Сталину посвящались также выпуски Квантуна в 1949 году  (Sc #2L68, 2L70, 2L71).
Венгерский почтовый выпуск в честь Сталина был сделан впервые 21 декабря 1949 года в ознаменование 70-летнего юбилея советского вождя  (Sc #864—866).
К прижизненным коммеморативным выпускам, посвящённым персонально руководителю СССР, в частности, относятся марки 1949 года, выпущенные Румынией  (Mi #1195; Sc #718) и Чехословакией  (Sc #400) в честь 70-летия Сталина. При этом чехословацкая марка также встречается на картмаксимуме.

Примеры марок соцстран на сталинскую тематику
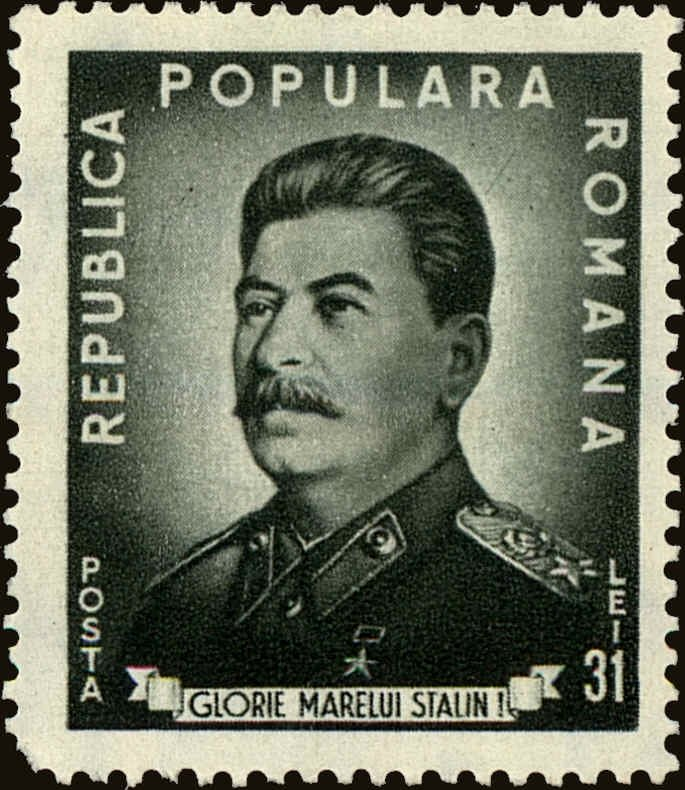
Румыния (1949): 70 лет со дня рождения Сталина  (Mi #1195; Sc #718)
Чехословакия (1949): картмаксимум в честь 70-летия Сталина  (Sc #400)
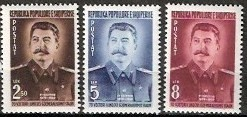
Албания (1949): 70-летие со дня рождения Сталина  (Sc #455—457)